# أنطونيو فرنانديز أرياس
أنطونيو فرنانديز أرياس (بالإسبانية: Antonio Arias Fernández)‏ هو رسام إسباني، ولد في 1614 في مدريد في إسبانيا، وتوفي بنفس المكان في 1684.